# Sant’Angelo di Brolo
Sant’Angelo di Brolo – miejscowość i gmina we Włoszech, w regionie Sycylia, w prowincji Mesyna.
Według danych na rok 2004 gminę zamieszkiwało 3856 osób, 128,5 os./km².